# Dan Gawrecki
Dan Gawrecki (* 23. Dezember 1943 in Frýdek; † 3. März 2025) war ein tschechischer Historiker, dessen Schwerpunkt die tschechische Geschichte vom 18. bis 20. Jahrhundert in der Region Schlesien war.
Nach dem Besuch des Gymnasiums in Ostrava, studierte er ab 1960 in Olomouc. 1969 promovierte er.
Er war von 1968 bis 1993 am Schlesischen Institut der Tschechoslowakischen Akademie der Wissenschaften tätig, von 1987 bis 1993 als Direktor. Danach leitete er von 1994 bis 2008 das Institut für Geschichtswissenschaften an der Schlesischen Universität Opava.
1998 habilitierte er sich an der Comenius-Universität Bratislava und wurde 2006 vom Präsidenten der Republik Polen zum Professor ernannt.

## Werke (Auswahl)
- Der Landtag von Galizien und Lodomerien. In: Helmut Rumpler, Peter Urbanitsch (Hrsg.): Die Habsburgermonarchie 1848–1918. Band VII/2: Verfassung und Parlamentarismus. Die regionalen Repräsentativkörperschaften. Verlag der Österreichischen Akademie der Wissenschaften, Wien 2000, ISBN 3-7001-2871-1, S. 2131–2170.
- Der Schlesische Landtag. In: Helmut Rumpler, Peter Urbanitsch (Hrsg.): Die Habsburgermonarchie 1848–1918. Band VII/2: Verfassung und Parlamentarismus. Die regionalen Repräsentativkörperschaften. Verlag der Österreichischen Akademie der Wissenschaften, Wien 2000, ISBN 3-7001-2871-1, S. 2105–2130.
- Jazyk a národnost ve sčítáních lidu na Těšínsku v letech 1880-1930. Český Těšín : Muzeum Těšínska, 2017.